# 折原脩三
折原 脩三（おりはら しゅうぞう、1918年11月4日 - 1991年2月28日）は、日本の思想や老い問題評論家。本名・伊東庫之助。

## 来歴
千葉県生まれ。東京商科大学（現・一橋大学）卒業。横浜正金銀行に勤務。
戦時中は陸軍二等兵として中国で従軍。
戦後、東京銀行に勤務するかたわら、評論活動を行っていたが、1973年に退職。
退職後は思想の科学研究会会長をつとめた。

## 著書
- 『愛不在』矢島書房 1962
- 『虚無と自我の唄』金剛出版 1967 「小説と詩と評論 叢書」
- 『倉田百三の愛と認識の結末』柏樹社 1969
- 『主体と歴史的過失 倉田百三・ふたつの結末』右文書院「右文選書」 1979
- 『老いるについて』日本経済評論社 1980
- 『ひとつの親鸞』研文出版 1981
- 『「老いる」の構造』日本経済評論社 1981
- 『「老いる」の情念』日本経済評論社 1982
- 『「老いる」の自我』日本経済評論社 1983
- 『『大菩薩峠』曼荼羅論』田畑書店 1984
- 『「老いる」の幻想』日本経済評論社 1984
- 『一期は夢よただ狂へ』日本経済評論社 1987
- 『私と親鸞とのかかわり』真宗大谷派宗務所出版部 1987 (東本願寺伝道ブックス)
- 『辻まこと・父親辻潤 生のスポーツマンシップ』リブロポート (シリーズ民間日本学者) 1987、平凡社ライブラリー 2001
- 『深沢七郎論 体をゆすっただけの小説が書きたい』田畑書店 1988
- 『大虚空にそよ風が流れる』日本経済評論社 1988

## 関連書
- 伊藤益臣『ひとつの昭和精神史―折原脩三の老いる、戦場、天皇と親鸞』思想の科学社 2006

## 参考
- コトバンク

| スタブアイコン | サブスタブ | この項目は、まだ閲覧者の調べものの参照としては役立たない、人物に関連した書きかけの項目です。この項目を加筆・訂正などしてくださる協力者を求めています（P:人物伝/PJ:人物伝）。 |